# Čutkovská dolina
Čutkovská dolina je údolí v severní části pohoří Velká Fatra v katastru města Ružomberok v Žilinském kraji na Slovensku. Celková délka údolí je 13 km. Vede jím naučná stezka Známa – neznáma Čutkovská dolina, která začíná v blízkosti Koliby u dobrého pastiera, kde je parkoviště i atrakce pro děti, lavičky i chovný rybník pro pstruhy. Kaňon soutěsky Tiesňava za dierou, její nejvyšší bod, je v nadmořské výšce 850 m a má délku kolem 64 m. Nad areálem s Kolibou u dobrého pastiera je vodní nádrž Čutkovo. Má rozlohu více než 0,5 ha a napájí ji Čutkovský potok, který údolím protéká, pramení pod vrcholem hory Šiprúň ve Velké Fatře a má délku toku více než 10 km. Vodní nádrž Čutkovo je zarybňována pouze původními druhy ryb – pstruhem potočním, lipanem podhorním a mníkem jednovousým, a jsou na ní povoleny dva způsoby rybolovu – muškaření (lov na umělou mušku) a přívlač (rotačky, woblery a umělé nástrahy).

## Přístupnost
Turistická značená trasa 2718 a  Naučná stezka Čutkovská dolina (prochází v souběhu údolím).

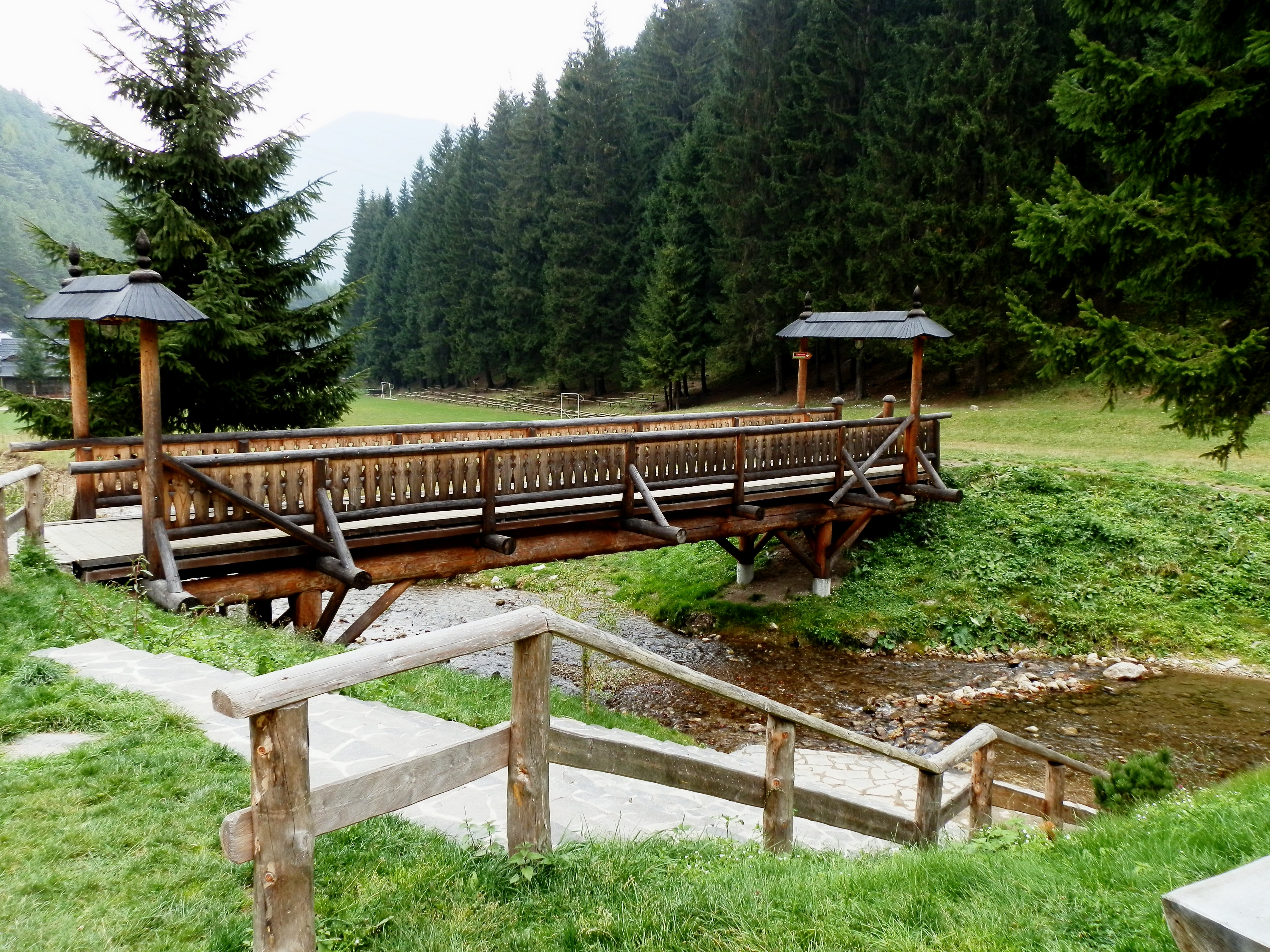
Most přes Čutkovský potok z  23. října 2011
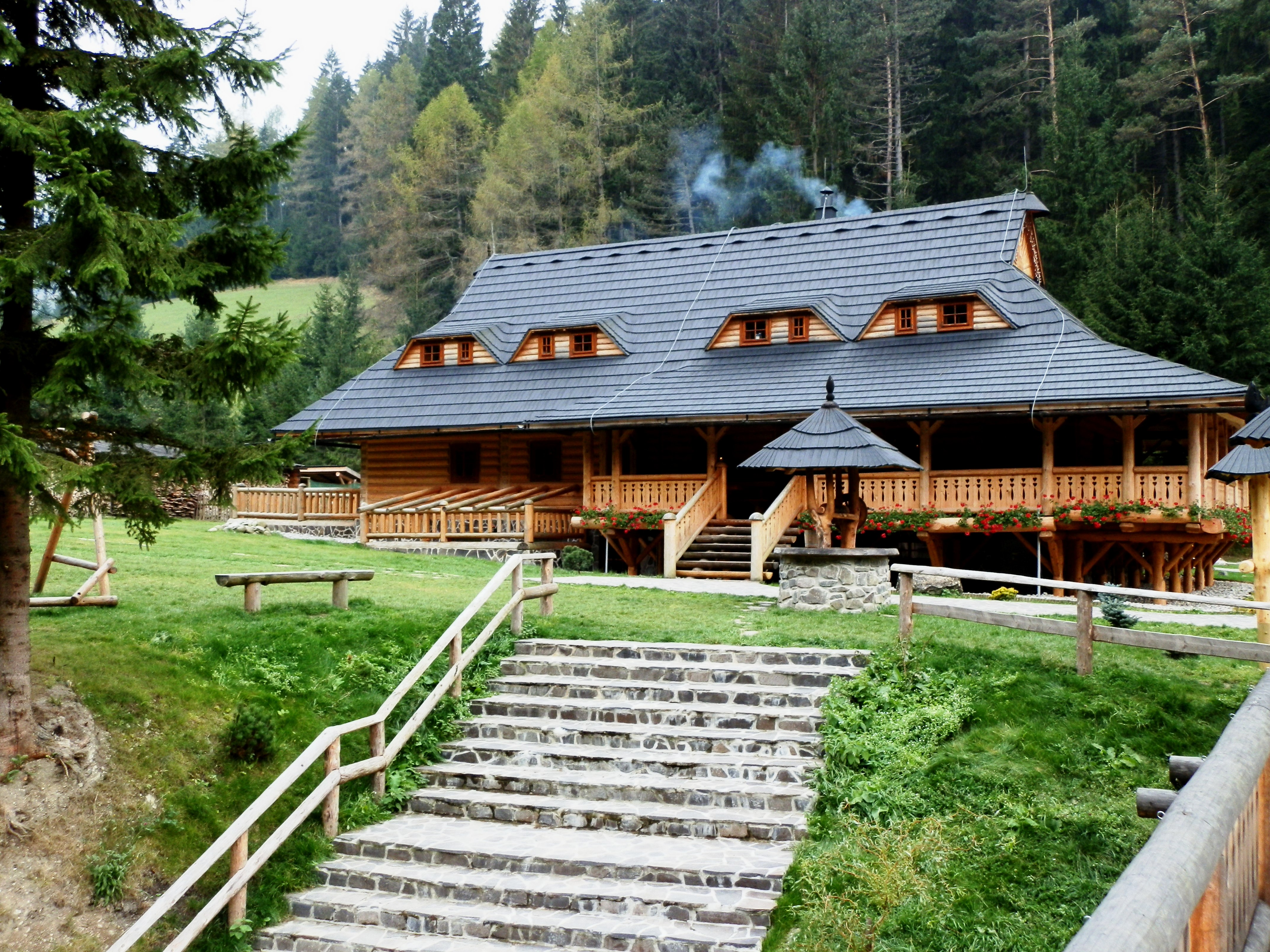
Koliba u dobrého pastiera z 23. října 2011
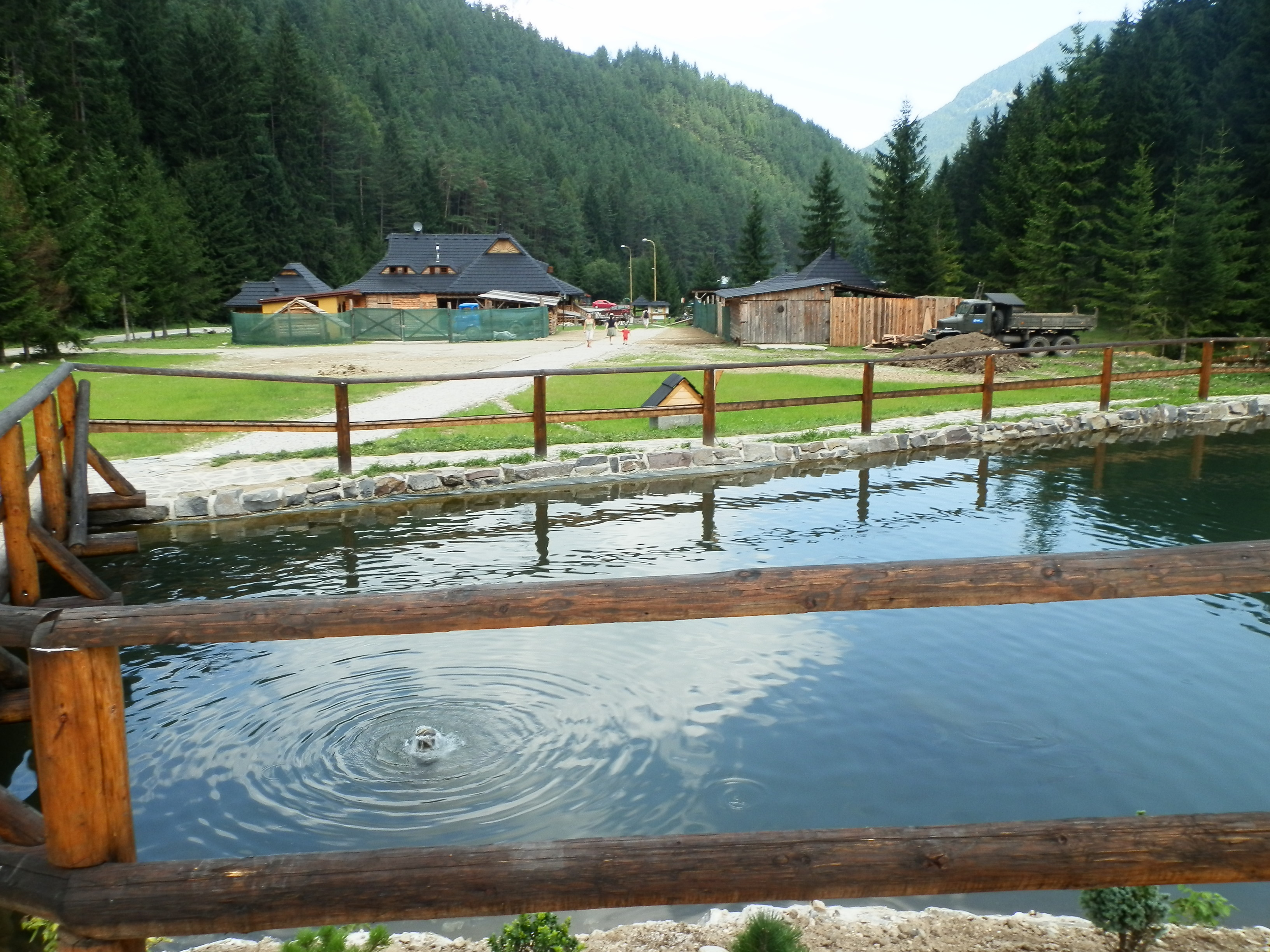
Chovný rybník pro pstruhy nad Kolibou dobrého pastiera v Čutkovském údolí z 28. července 2012
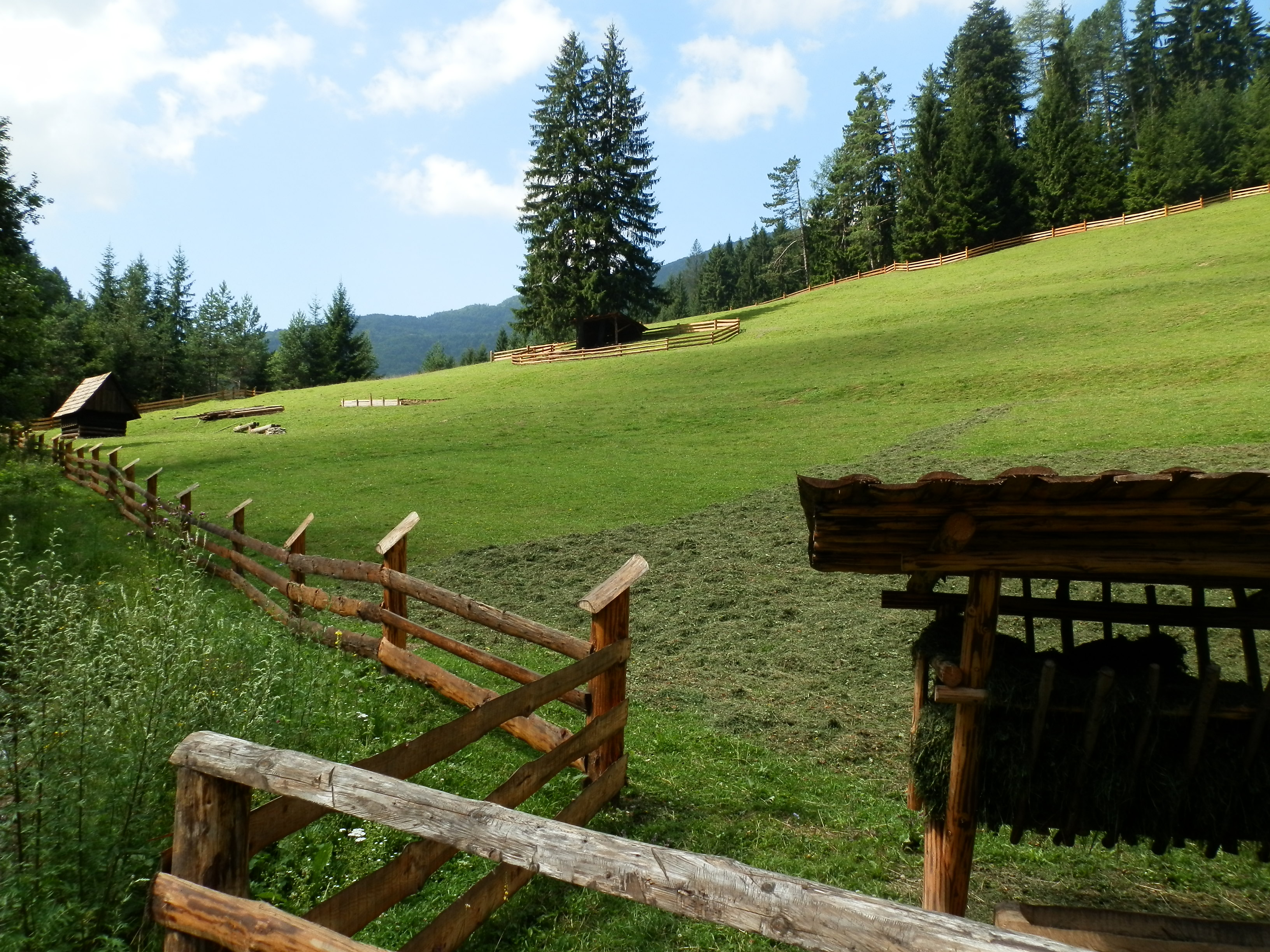
Čutkovské údolí z 28. července 2012
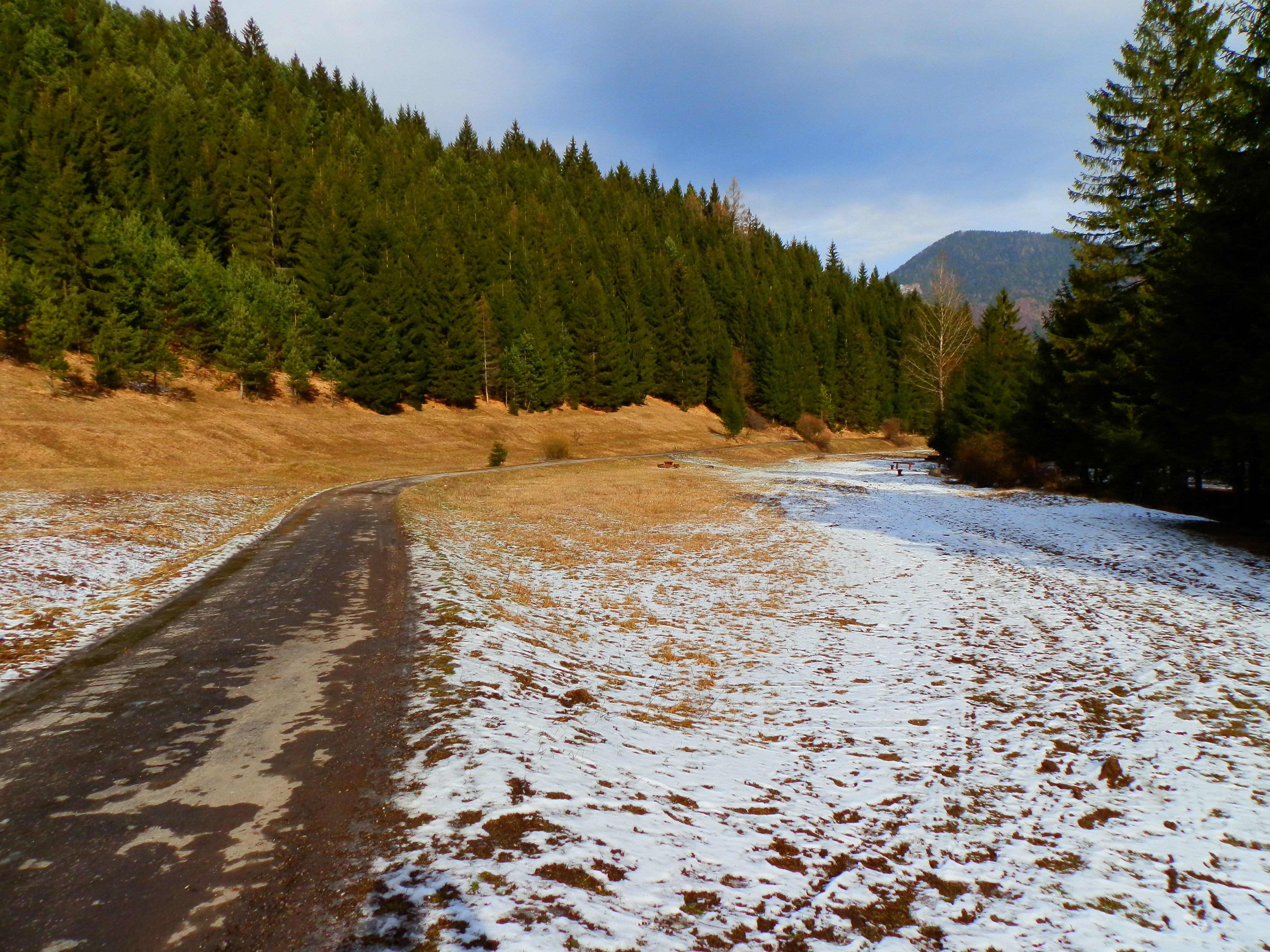
Čutkovské údolí z 1. února 2014
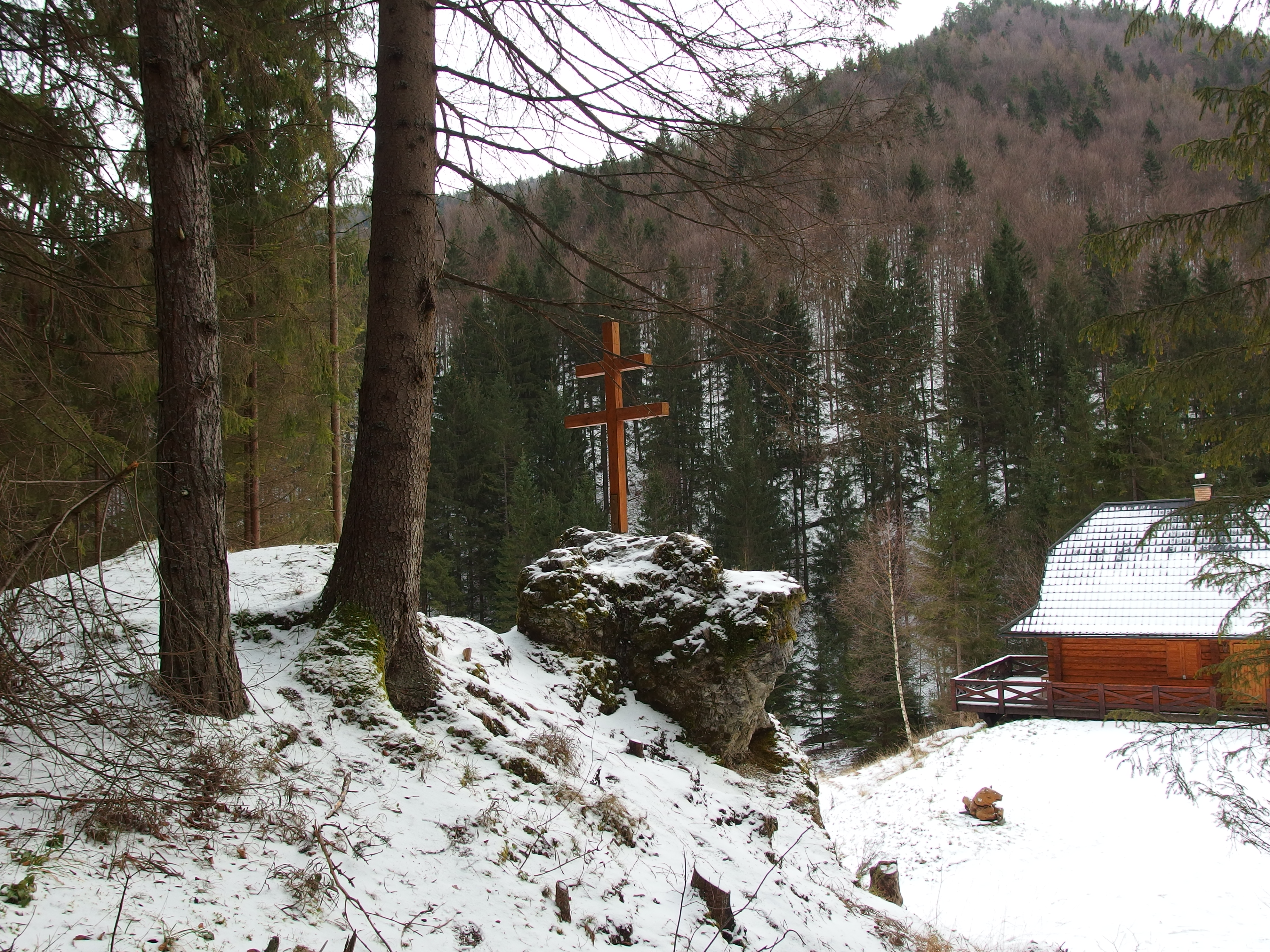
Okolí chaty pod Kozím z 3. ledna 2015
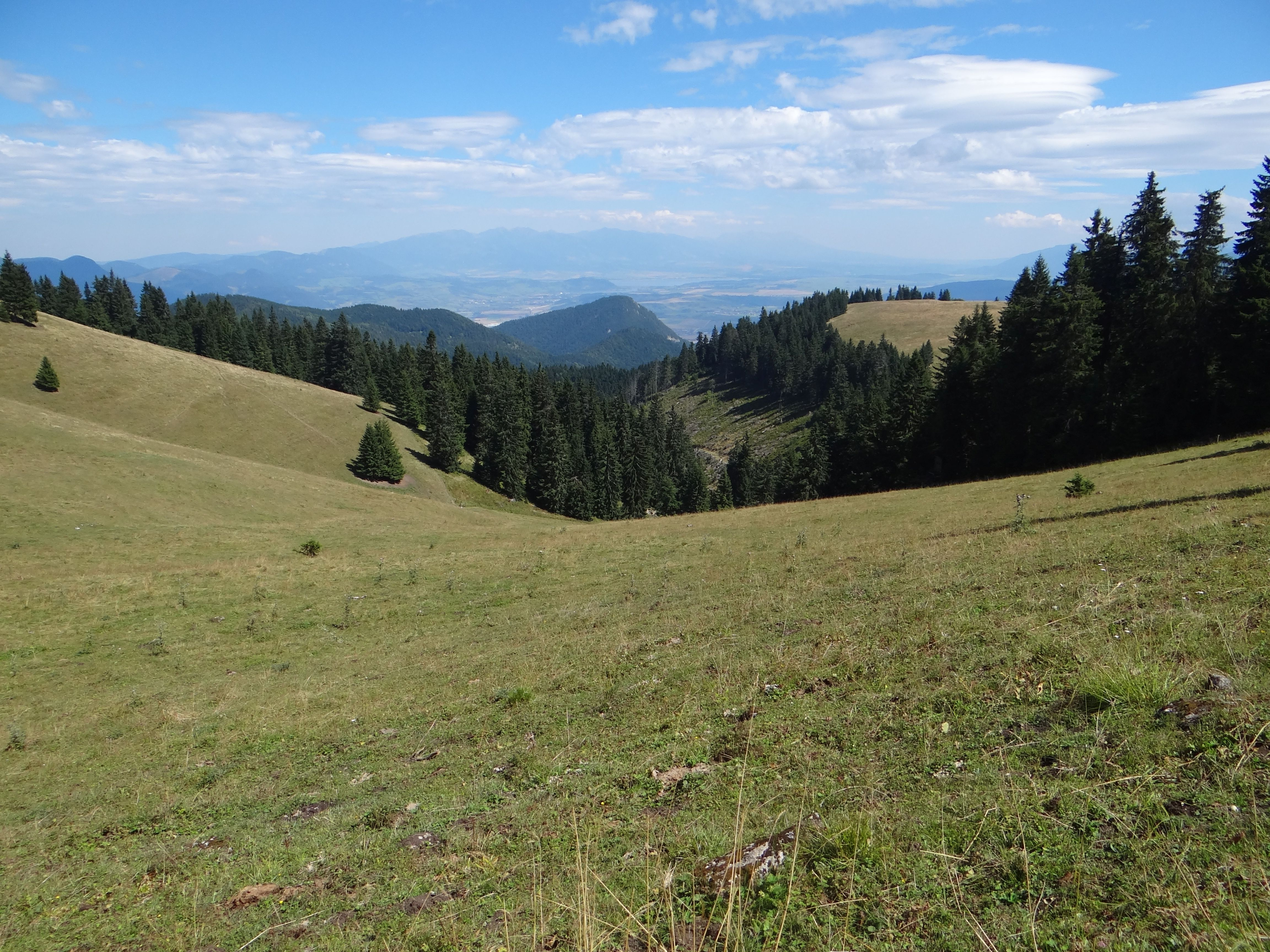
Čutkovské údolí z 19. srpna 2019
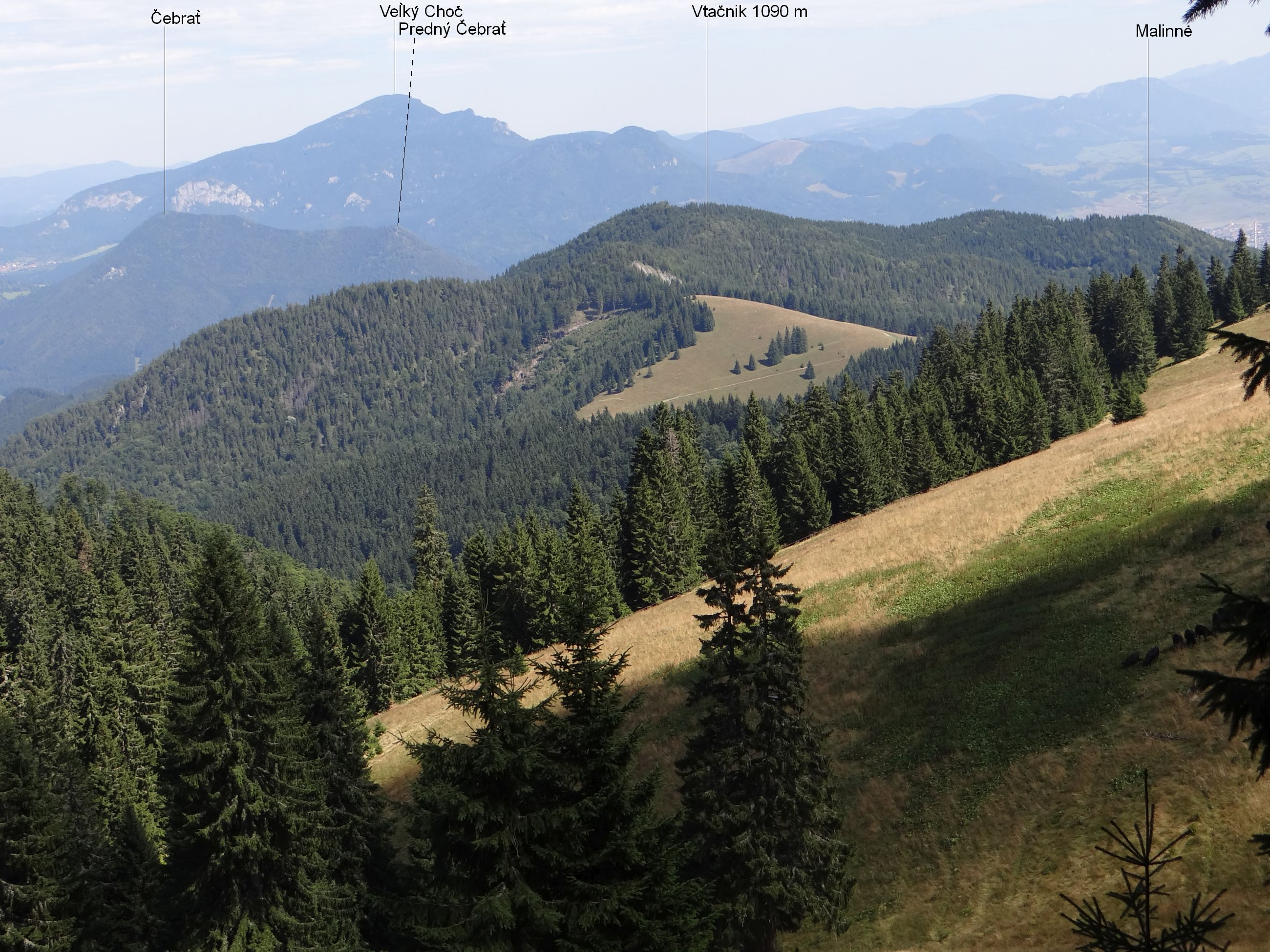
Čutkovské údolí z 19. srpna 2019
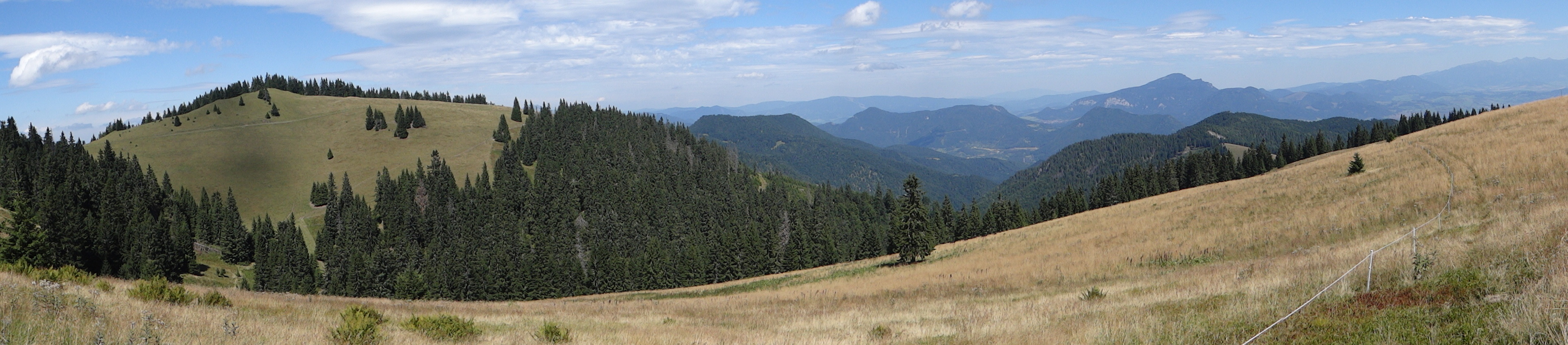
Vyšné Šiprúnske sedlo z 19. srpna 2019 (panorama)